# Свердлов, Виктор Яковлевич
Виктор Яковлевич Свердлов — инженер-конструктор, лауреат Государственной премии СССР.

## Биография
Родился 22 марта 1932 в ст. Прохладной (ныне г. Прохладный, Кабардино-Балкария) в семье военнослужащего. В 1955 с отличием окончил НПИ и направлен в отдел гл. конструктора НЭВЗа, где работал инженером-конструктором, ст. инженером-конструктором, зам. нач. бюро, нач. бюро, нач. отдела. Принимал самое непосредственное участие в освоении первых отечественных электровозов на первом электрифицированном участке Ожерелье-Павелец. Участвовал в освоении первой электрифицированной магистрали (депо Красноярск).
В 1962 переведён в составе ОГК в ВЭлНИИ: зам. нач. отдела, нач. отдела электрических схем, гл. конструктор проекта. В 1979-88 — зам. директора ВЭлНИИ по конструкторской работе. С 1991 — в заводской инспекции Министерства путей сообщения на должности ст. заводского инспектора.
В период работы на НЭВЗе и в ВЭлНИИ принимал непосредственное участие в создании более 30 типов новых грузовых и пассажирских магистральных электровозов и тяговых агрегатов, из которых 20 типов выпускались серийно. Три типа магистральных электровозов, разработанных с его участием, поставлялись на экспорт (в Финляндию, Польшу, Китай).
С. имеет 14 авторских свидетельств на изобретения, более 30 статей и публикаций в отечественных и зарубежных научно-технических периодических изданиях. Он один из авторов двух монографий «Магистральные электровозы».
За создание и освоение производства восьмиосного грузового электровоза переменного тока с реостатным торможением и автоматическим управлением типа ВЛ-80Т удостоен в 1974 Государственной премии СССР в области науки и техники.